# Валчеле (Таргу Окна)
Валчеле (рум. Vâlcele) насеље је у Румунији у округу Бакау у општини Таргу Окна. Oпштина се налази на надморској висини од 327 m.

## Становништво
Према подацима из 2002. године у насељу је живело 630 становника, од којих су сви румунске националности.